# Joe Pack
Joe Pack (Eugene, 10 aprile 1978) è un ex sciatore freestyle statunitense.

## Palmarès

### Olimpiadi
- 1 medaglia:
  - 1 argento (Salt Lake City 2002 nei salti).